# ابراهیم شریفی کرمیانی
ابراهیم بن حسام‌الدین کرمیانی شهرت‌یافته به شریفی (۱۵۷۲-۱۶۰۷م) فقیه حنفی و زبان‌شناس نحوی عراقی بود. نظم الفقه الأکبر، نظم الشافیة و شرح المفتاح از آثار اوست. 